# Elch
Der Elch (Alces alces) ist die größte heute vorkommende Art der Hirsche. Sein Lebensraum erstreckt sich über Nordeuropa, Nordasien und Nordamerika. Der Elch wird von der IUCN als „nicht gefährdet“ eingestuft.

## Erscheinungsbild

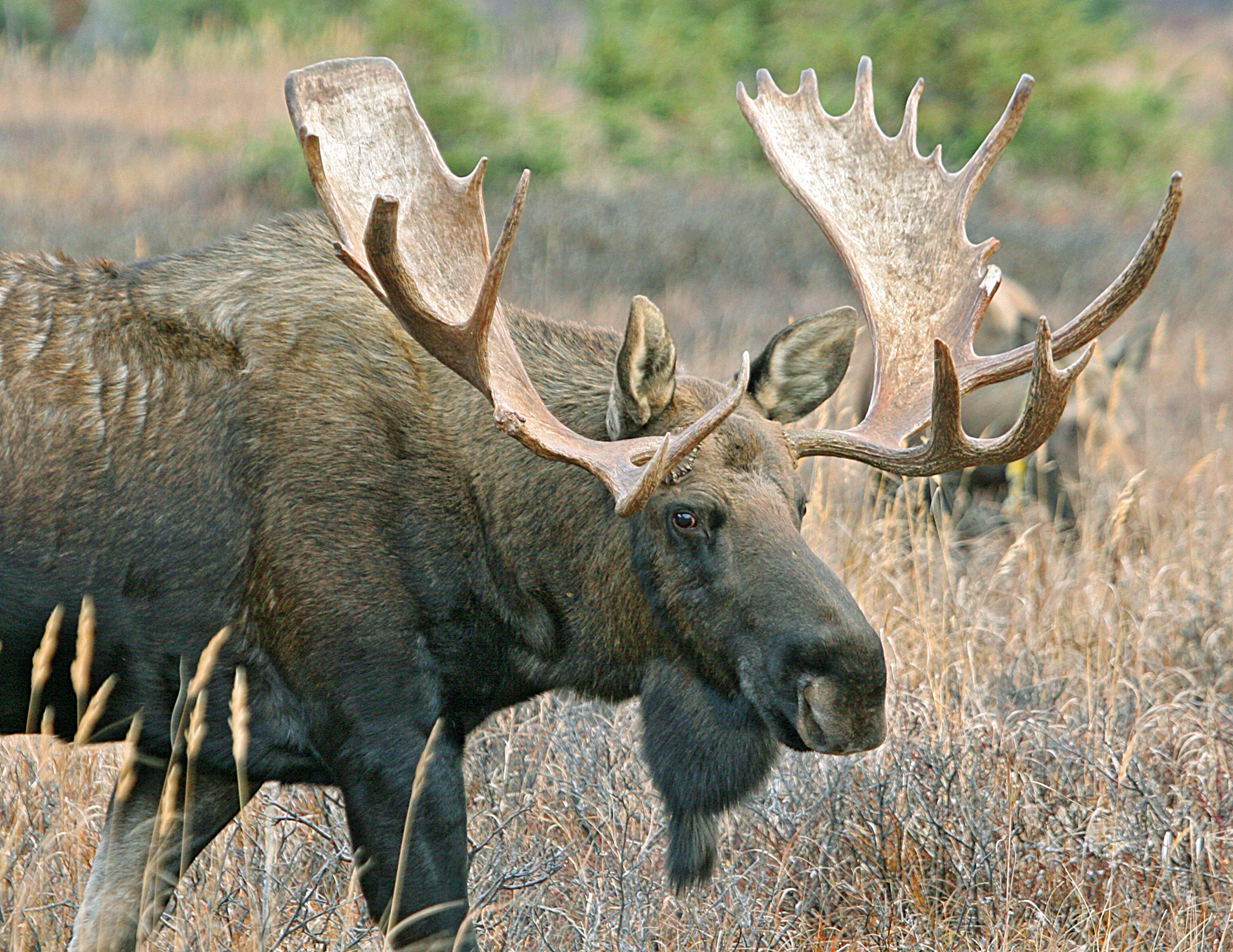
Elchbulle mit ausgeprägtem Kinnbart und Schaufelgeweih

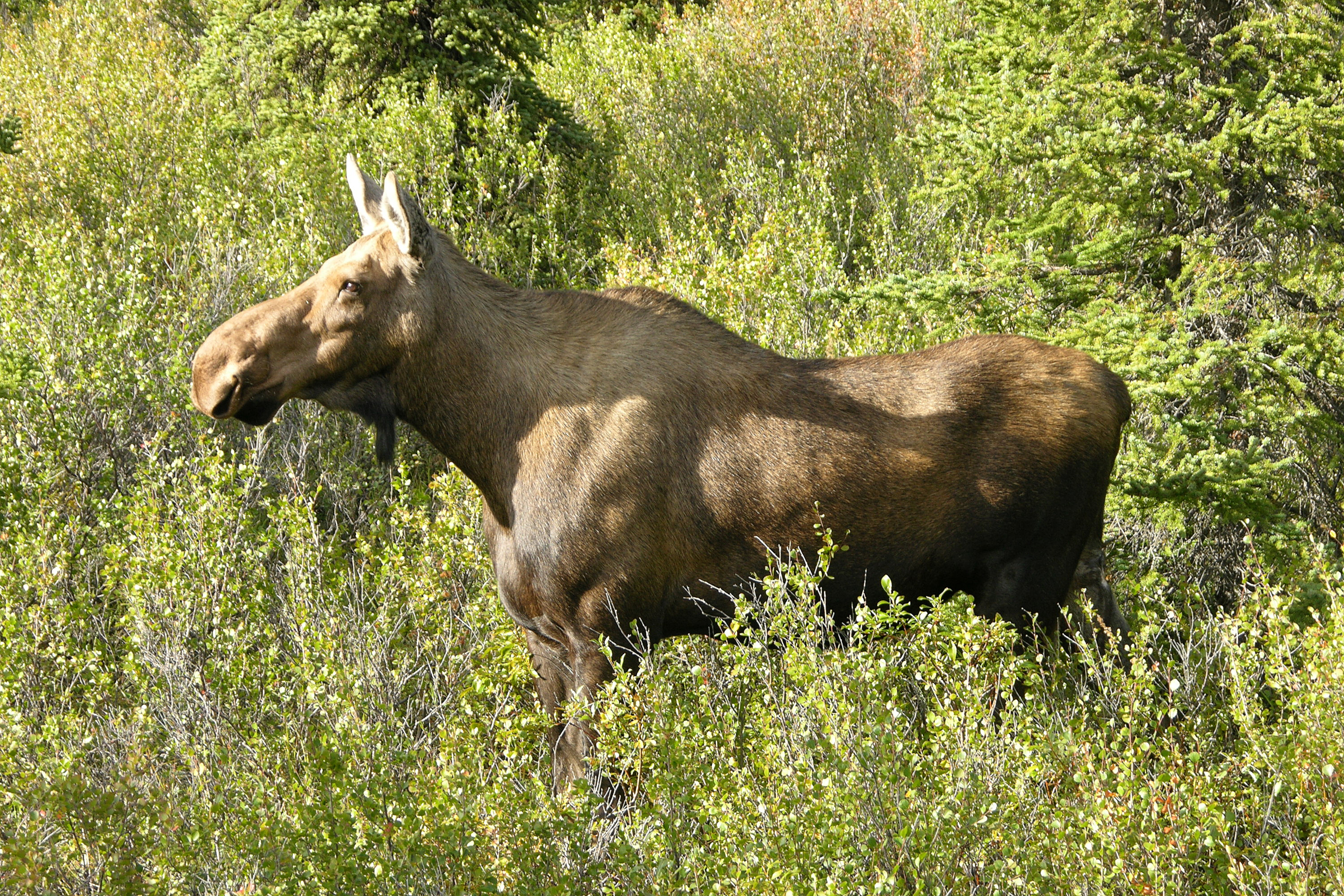
Elchkuh

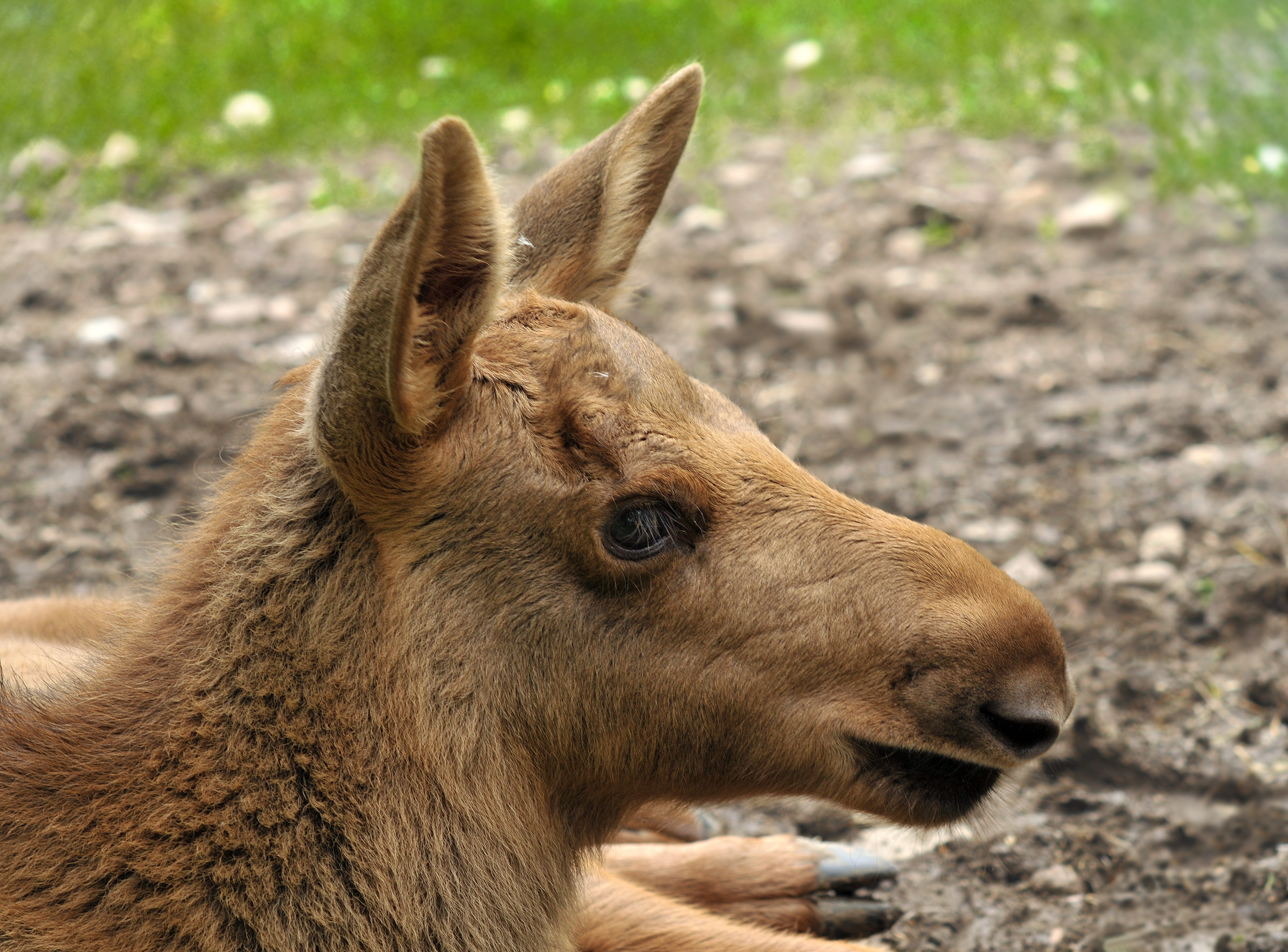
Elchkalb

### Biometrische Daten
In Schweden wiegen adulte Bullen 390 bis 480, Kühe 300 bis 370 kg. Die Körpergröße und das Gewicht sind allerdings je nach Unterart, Lebensraum und Lebensbedingungen unterschiedlich. So erreichten männliche Elche, die in den 1950er Jahren am Oberlauf der Petschora im nördlichen, europäischen Teil Russlands geschossen wurden, maximal ein Gewicht von 518 kg. Elchkühe wogen maximale 423 kg. Elchbullen sind ab dem dritten Lebensjahr durchschnittlich schwerer als die Kühe. Die Widerristhöhe der Elche aus der Petschora-Taiga betrug maximal 190 Zentimeter. Maximal erreichen Elche eine Kopf-Rumpf-Länge bis 3 Meter, eine Schulterhöhe von 2,3 Meter und ein Gewicht von 800 Kilogramm.

### Körperbau
Charakteristisch für den Körperbau des Elches ist der kurze massige Rumpf mit seinen relativ langen Gliedmaßen. Der Brustkorb ist bei erwachsenen Tieren stark entwickelt und die Schulterpartie muskulös. Die Wirbel der Brustwirbelsäule tragen verlängerte Dornfortsätze. Dort setzen die Muskeln und Bänder an, die das Gewicht des Geweihes tragen. Dadurch entsteht ein erhöhter Widerrist, der typische Elchbuckel, der mit langen, abstehenden Haaren bedeckt ist. Der schwächer ausgebildete hintere Teil des Rumpfes fällt nach hinten ab. Der mit Haaren bedeckte Schwanz ist mit acht bis zehn Zentimetern eher kurz und erreicht nur ein Drittel der Länge der Ohren; er liegt dicht am Körper an und tritt kaum aus dem Fell hervor. Ein auffälliger Geschlechtsdimorphismus besteht, bezogen auf den Körperbau, nicht. Elchkühe sind lediglich etwas leichter, der Widerrist tritt nicht so stark in Erscheinung und die Schulterpartie ist etwas schwächer bemuskelt.
Die Ohren sind breit, länglich oval und laufen an den Enden etwas spitz zu. Die Augen sind im Verhältnis zum Kopf sehr klein. Die Augenfarbe ist dunkel. Die Voraugendrüse, die sich bei den meisten Hirschen findet, ist beim Elch verhältnismäßig klein oder fehlt. Charakteristisch für den Elch ist die breite und überhängende Oberlippe. Sie verleiht dem Gesichtsprofil eine gekrümmte Linie. Bei beiden Geschlechtern findet sich ein Kinnbart, der am größten bei Elchen zwischen dem 3. und 5. Lebensjahr ist. Er ist dann durchschnittlich 20 bis 25 Zentimeter lang. Einzelne Individuen weisen aber auch einen deutlich längeren Kinnbart auf. Bei älteren Elchen kann dieser Kinnbart fast verschwunden sein.
Je nach Alter und Geschlecht beträgt die Beinlänge bei europäischen Elchen 90 bis 110 Zentimeter, bei Alaska-Elchen sind die Beine etwa zehn Zentimeter länger. Die Vorder- und Hinterhandgelenke sind sehr beweglich, was den Elchen in unebenem Gelände eine sehr schnelle Fortbewegung ermöglicht; die langen Beine machen sie für den Aufenthalt in Sümpfen und Mooren besonders geeignet. Elche besitzen an Vorder- und Hinterbeinen Drüsen, die Zwischenklauensäckchen, mit denen sie Duftspuren legen.
Elche sind Paarhufer und haben somit gespaltene Hufe. Ein Huf besteht jeweils aus innerer und äußerer Hauptklaue (Schale genannt) und einer zugehörigen Afterklaue. Die Hauptklauen sind bis zu 18 Zentimeter lang, laufen spitz aus und sind insbesondere an der Vorderseite hart- und scharfkantig. Die vorderen Hufe sind etwas größer und breiter als die hinteren. Eine Besonderheit ist die Schwimmhaut, eine Verbindungshaut zwischen den großen Schalen, die sich nur beim Elch findet, keine andere Hirschart weist diese Eigenart auf. Die Hufe sind immer etwas gespreizt, auf weichem Grund gehen sie besonders weit auseinander, dabei spannt sich die Schwimmhaut und vermindert das Einsinken im Schnee oder morastigen Boden. Bei weit gespreizten Hufen übernehmen auch die Afterklauen eine Stützfunktion.

### Fell und Fellfarbe

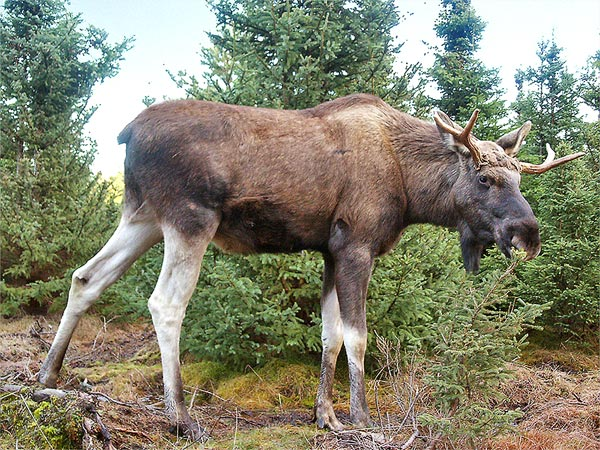
Bei Elchen kontrastieren grauweiße Läufe mit dem dunklen Rumpf

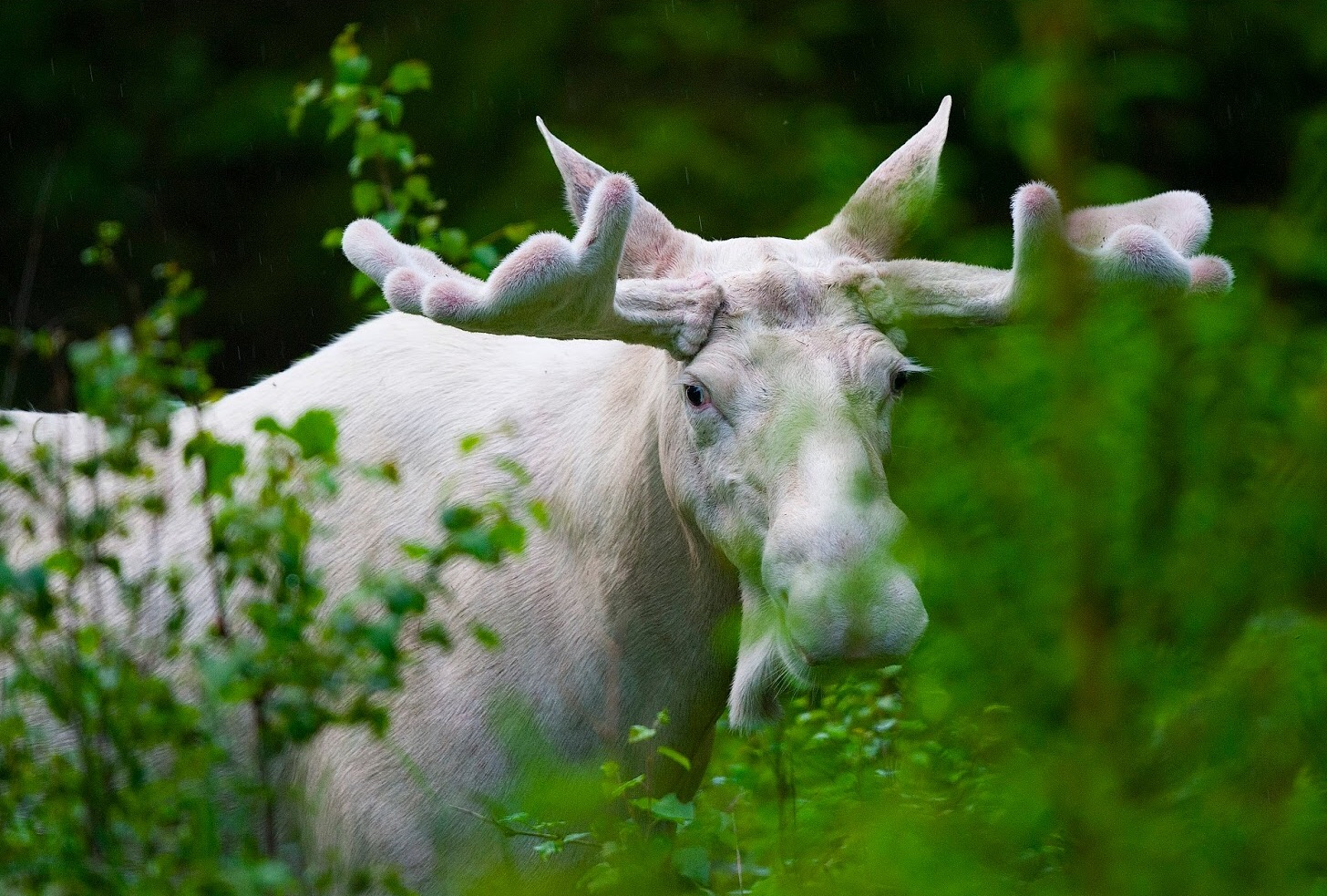
Weißer Elch

Das Haar ist grob und hart. Die längsten Haare finden sich am Widerrist. Die durchschnittliche Länge der Haare beträgt an dieser Stelle 16 bis 18 Zentimeter, kann aber bei einzelnen Individuen auch eine Länge von 24 bis 25 Zentimeter erreichen. Sie stehen sehr dicht, sind etwas nach hinten gerichtet und unterstreichen die für Elche charakteristische buckelige Gestalt. Die Nackenhaare sind etwas kürzer als die Haare am Widerrist und bilden eine kurze Mähne. Am Kopf und an den Beinen sind die Haare sehr kurz.
Die Fellfarbe von Rumpf, den oberen Teilen der Läufe, dem Hals und dem Kopf variiert individuell zwischen rotbraun und schwarzbraun. Sie ist am dunkelsten im Sommer, wenn Elche die letzten Reste ihres Winterhaares verloren haben, und am hellsten zu Ende des Winters, wenn sich die dunklen Haarspitzen der Winterhaare abgenutzt haben und die hellen Basalabschnitte der Winterhaare durchschimmern. Der Beginn des Haarwechsels vom Winter- ins Sommerfell ist abhängig vom jeweiligen Verbreitungsgebiet. In Mittelrussland beginnt er im April und dauert bis Juli.
Abweichend von vielen anderen Hirschen fehlt beim Elch die helle Fellfärbung (der Spiegel) am Rumpfende. Der Spiegel hat bei vielen Hirscharten eine Sozialfunktion und hilft beispielsweise dem Kalb, der Mutter zu folgen. Bei den Elchen übernehmen die grauweißen Läufe diese Signalfunktion. Die Läufe sind ab etwa der Mitte des Unterschenkels beziehungsweise des Unterarms grauweiß bis fast reinweiß mit einem silbrigen Schimmer und kontrastieren stark mit dem dunklen Rumpf. Sie sind gut sichtbar, wenn Elche sich im Halbdunkel des Waldes bewegen, in dem sich der dunkle Rumpf nur wenig vom Hintergrund abhebt.
Frisch geborene Elchkälber weisen keine Fleckung auf, wie sie für die Jungtiere vieler Hirscharten charakteristisch ist. Sie sind einschließlich der Läufe dunkelbraun bis rötlichbraun. Einzelne Individuen weisen gelegentlich auf dem Hinterhals und dem Rücken einen Aalstrich auf.
Vereinzelt kommt es zu einer weißen Fellvariation. In Schweden sind etwa 100 der dort lebenden 300.000 Elche weiß. Ein weißer Elchbulle, der seine Scheu vor Menschen verloren hatte, sollte 2017 im Westen Schwedens zum Abschuss frei gegeben werden. Er wurde jedoch durch die Unterschriftenaktion einer Tierschutzorganisation gerettet.

### Geweih

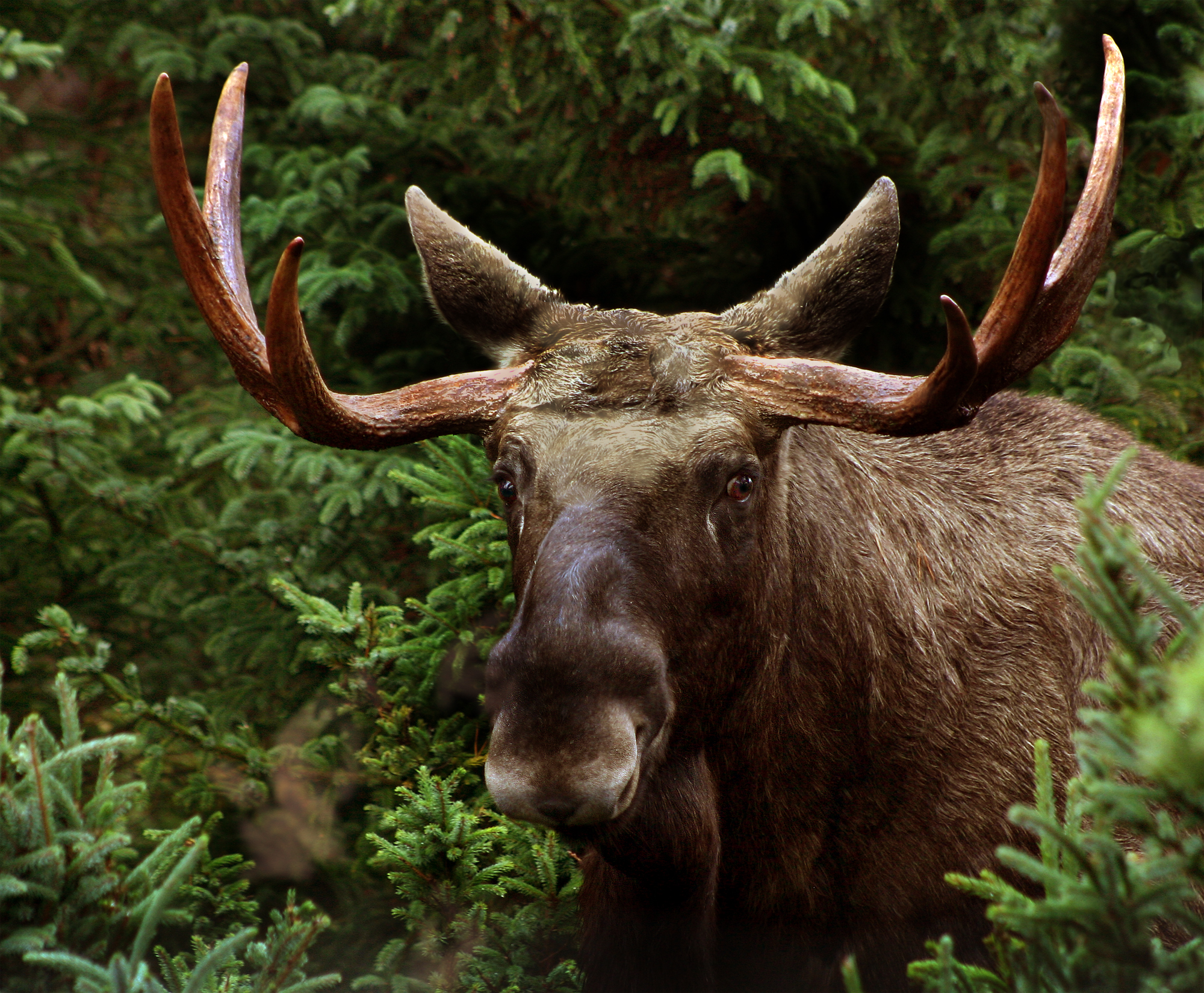
Elchbulle

Die männlichen Tiere zeichnen sich durch ein verbreitertes Geweih, als Schaufel bezeichnet, mit einer maximalen Spannweite von mehr als zwei Metern aus. Besonders große Schaufelgeweihe weisen die Alaska-Elche auf. Schaufelgeweihe der europäischen Unterart bleiben etwas kleiner und haben eine Spannweite von bis zu 1,35 Meter und wiegen bis zu 20 Kilogramm. Das Geweih wird jedes Jahr im Zeitraum Januar bis Februar abgeworfen. Es ist in Größe und Gestalt sehr veränderlich und kann aus verzweigten Stangen oder aus breiten, flächigen Schaufeln sowie einer Mischung dieser zwei Typen bestehen. In der Regel weist es eine horizontal zum Schädel stehende Stange und eine breite, abgeflachte Schaufel auf, deren Fläche seitwärts und etwas nach hinten gerichtet ist. An der Schaufel sitzen Fortsätze, die nach vorn außen und nach hinten gerichtet sind.
Junge Elchbullen entwickeln in ihrem zweiten Lebensjahr erstmals einen kurzen, ungegabelten Spieß. Im folgenden Jahr weisen sie eine Gabel mit zwei Enden auf, dann folgt in der Regel ein kleines Geweih mit jeweils drei Enden je Geweihseite. Die weitere Entwicklung unterliegt keiner Gesetzmäßigkeit, so dass eine Altersbestimmung der Elche anhand der Zahl der Geweihenden nicht möglich ist. Meist bilden sich jedoch in den folgenden Jahren zunehmend größer werdende Schaufeln aus. Bullen im Alter zwischen fünf und zehn Jahren, dem Zeitraum, in denen sie physisch voll entwickelt sind, haben gewöhnlich die größten Geweihe; bei älteren Elchen geht die Geweihentwicklung wieder zurück.

## Verbreitung

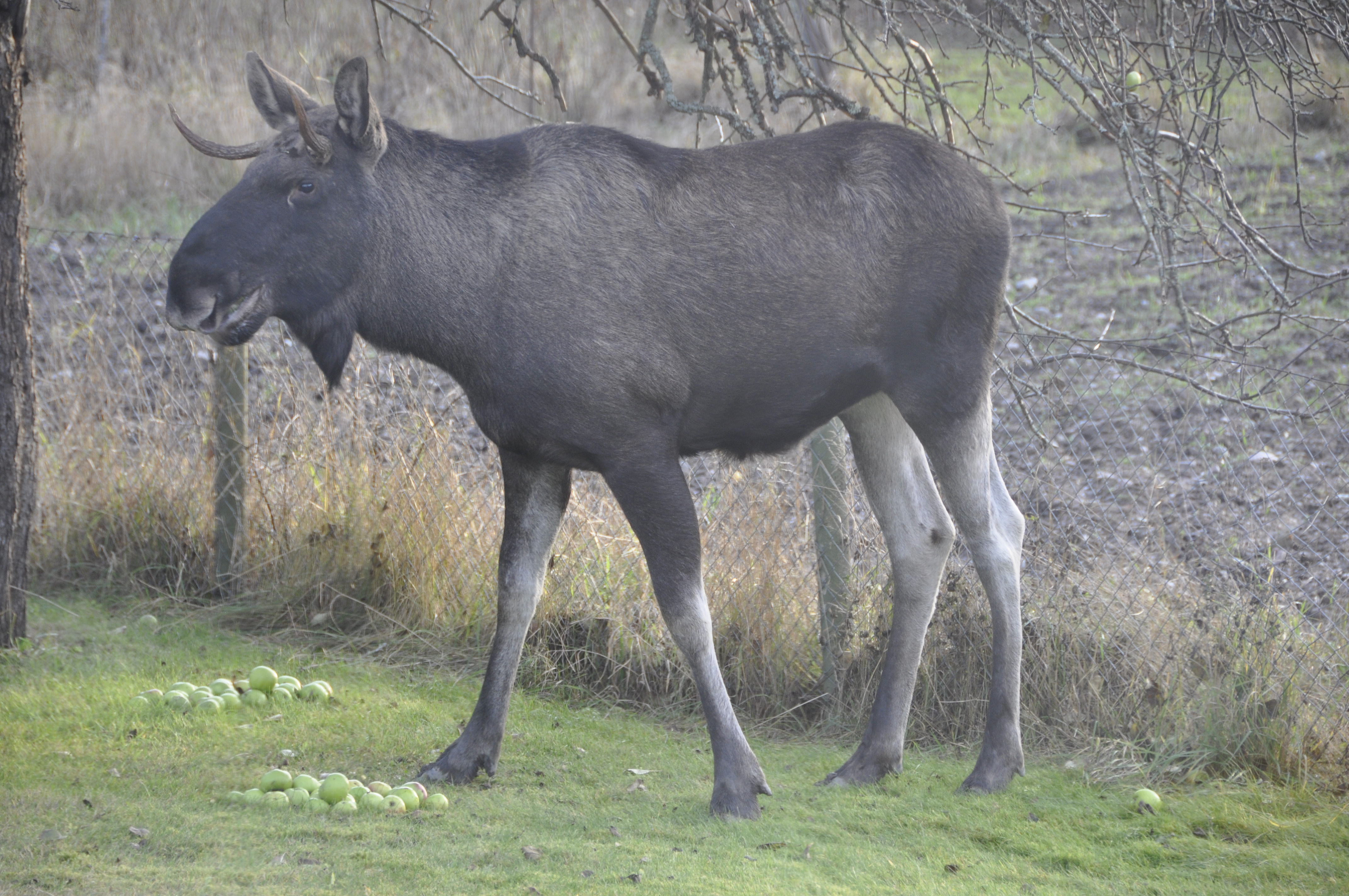
Elch im schwedischen Ort Kårboda, Ljusterö, Stockholms län, im November 2013 beim Verzehr von Äpfeln.

Als Bewohner des nördlichen borealen Waldes kommt der Elch in Europa, Asien und Nordamerika vor. Besiedelt werden in Asien unter anderem die Mongolei und die Mandschurei. Er fehlt auf Sachalin und auf den Kurilen, ansonsten stellt der Pazifik die Ostgrenze des asiatischen Verbreitungsgebietes dar.

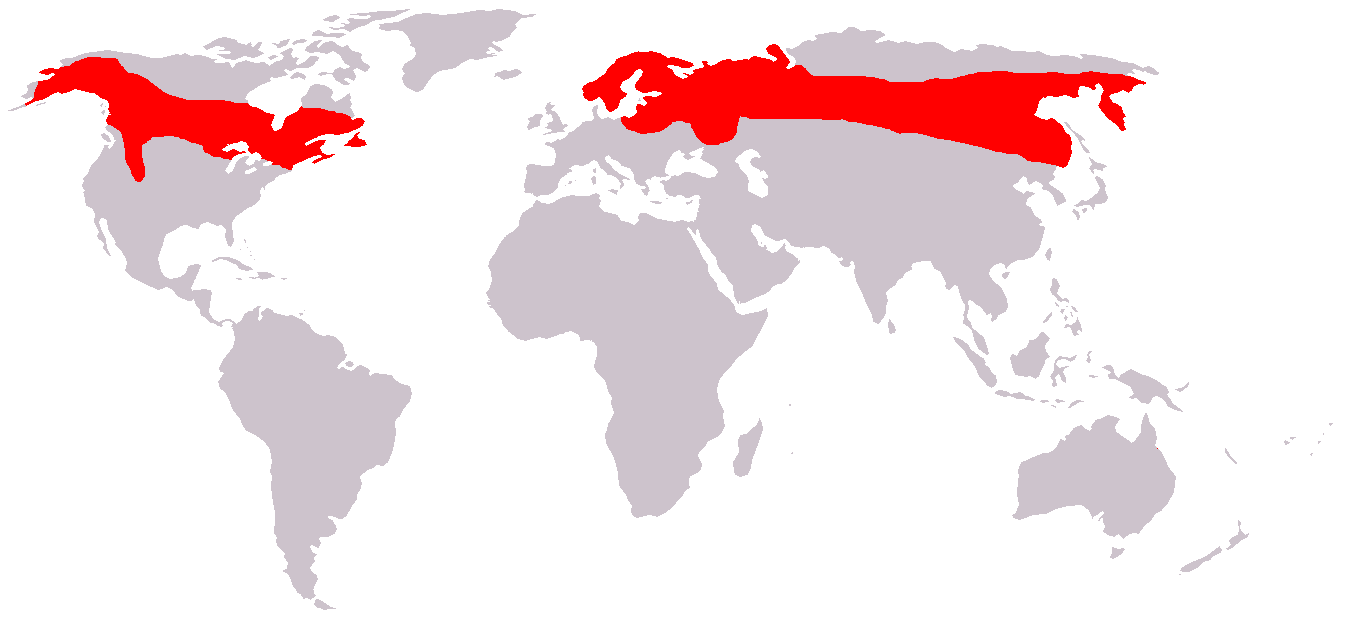
Verbreitungsgebiet des Elchs

In Nordamerika kommt der Elch vor allem in Kanada vor, im zentralen und westlichen Alaska, in großen Teilen von Neuengland und New York, in den oberen Rocky Mountains, Nordost-Minnesota, Michigan auf der Oberen Halbinsel und der Isle Royale im Lake Superior. Isolierte Elch-Populationen wurden auch weiter südlich, in den Bergen von Utah und Colorado gesichtet.
Größere europäische Elchpopulationen finden sich in Norwegen, Schweden, Finnland und den baltischen Staaten; weit verbreitet sind sie auch in Russland, kleine Ansiedlungen gibt es in Polen, Belarus und Tschechien. In Schweden etwa werden pro Jahr rund 80.000 Elche erlegt, was die dortige Population jedoch nicht gefährdet. In historischer Zeit kam der Elch auch in Westeuropa mit Ausnahme des Südens, des Südostens und Westens vor. Um die Zeitenwende war der Elch in ganz Germanien, das damals ein sehr dünn besiedeltes Waldland war, verbreitet. Überreste der ältesten Jagdfallen für Elche wurden in Nordeuropa bereits auf 3700 vor Christus datiert. Mit dem Verschwinden der Wälder und Ausweitung des Kulturraumes ging der Elchbestand zurück. Bis zum Zweiten Weltkrieg kam der Elch in Deutschland in Mecklenburg, Teilen Ost-Brandenburgs und Schlesiens und vor allem aber in Ostpreußen auf der Kurischen Nehrung und in den Niederungen am Ostufer des Kurischen Haffs vor. Der kleine Bestand in Mecklenburg und Neuvorpommern verschwand mit den Kriegswirren. Der Bestand im ehemaligen Ostpreußen konnte sich jedoch bis heute halten. In jüngster Zeit kehrt neben dem Wolf auch der Elch zurück und breitet sich in Deutschland unter anderem in Brandenburg aus.
Das Verbreitungsgebiet des Elches ist sehr dynamisch. Im europäischen Russland kam es beispielsweise in der ersten Hälfte des 19. Jahrhunderts zu einer drastischen Arealverminderung, bei der sich die südliche Verbreitungsgrenze um fast 1000 Kilometer nach Norden verschob. Die Ursachen dafür sind unklar, da es in diesem Zeitraum zu keinem starken Rückgang der Waldzone kam. Eine starke Bejagung ist aber möglicherweise einer der Einflussfaktoren, da ab Anfang des 18. Jahrhunderts Teile der russischen Armee mit Uniformen aus Elchleder ausgerüstet wurden. In der zweiten Hälfte des 19. Jahrhunderts, als die Verwendung von Elchleder für die russische Uniformenschneiderei nahezu vollständig eingestellt wurde, kam es zu einer weitgehenden Wiederbesiedelung des verlorengegangenen Areals. Dabei verschob sich die südliche Verbreitungsgrenze in wenigen Jahrzehnten wieder um 500 bis 600 Kilometer nach Süden. Im Verlauf des 20. Jahrhunderts besiedelte der Elch auch den Kaukasus wieder, wo er seit Beginn des 19. Jahrhunderts ausgestorben war. Dies ist aus zoogeographischem Gesichtspunkt interessant, weil Elche dabei die Steppen des Kaukasusvorlands überwanden, die vollständig kultiviert und dicht besiedelt sind. Offenbar sind Elche in der Lage, für ihre Lebensraumanforderungen ungeeignete Gebiete schnell zu durchqueren, um geeignete Lebensräume zu erreichen.
Die Ausbreitungsdynamik des Elchs zeigt sich auch in Mitteleuropa. In den letzten Jahren wurden Einzeltiere über längere Zeiträume in Sachsen-Anhalt,
Brandenburg, Hessen und Thüringen gesichtet, fallweise (zuletzt im August 2014 im Stadtgebiet von Dresden) auch in Sachsen. In Bayern wurde wegen der zunehmenden Einwanderung der Tiere aus Tschechien sogar ein „Elchplan“ entwickelt. Elch, wie auch Wolf, werden somit als wieder in Deutschland heimisch gewordene Wildtiere bezeichnet. Auch im österreichischen Thayatal, Böhmerwald sowie bis zum südlichen Waldviertel wie auch im Mühlviertel wurden aus Tschechien zugewanderte Elche beobachtet.
Im Jahr 1904 wurden Elche in Neufundland erfolgreich eingeführt; sie sind dort inzwischen die beherrschenden Huftiere. Zehn Elche wurden 1910 an den Ufern des Tamatea / Dusky Sound in Fiordland in Neuseeland ausgesetzt. Die letzte bestätigte Sichtung eines Elchs in Fiordland war 1952, eine großangelegte Suchaktion 1972 konnte Hinweise auf eine bestehende Elchpopulation finden, es gelang jedoch keine Sichtung. Die Population gilt mittlerweile als ausgestorben. Seit 2015 findet ein Auswilderungsprojekt auch in Dänemark statt (Lille Vildmose).

## Lebensraum

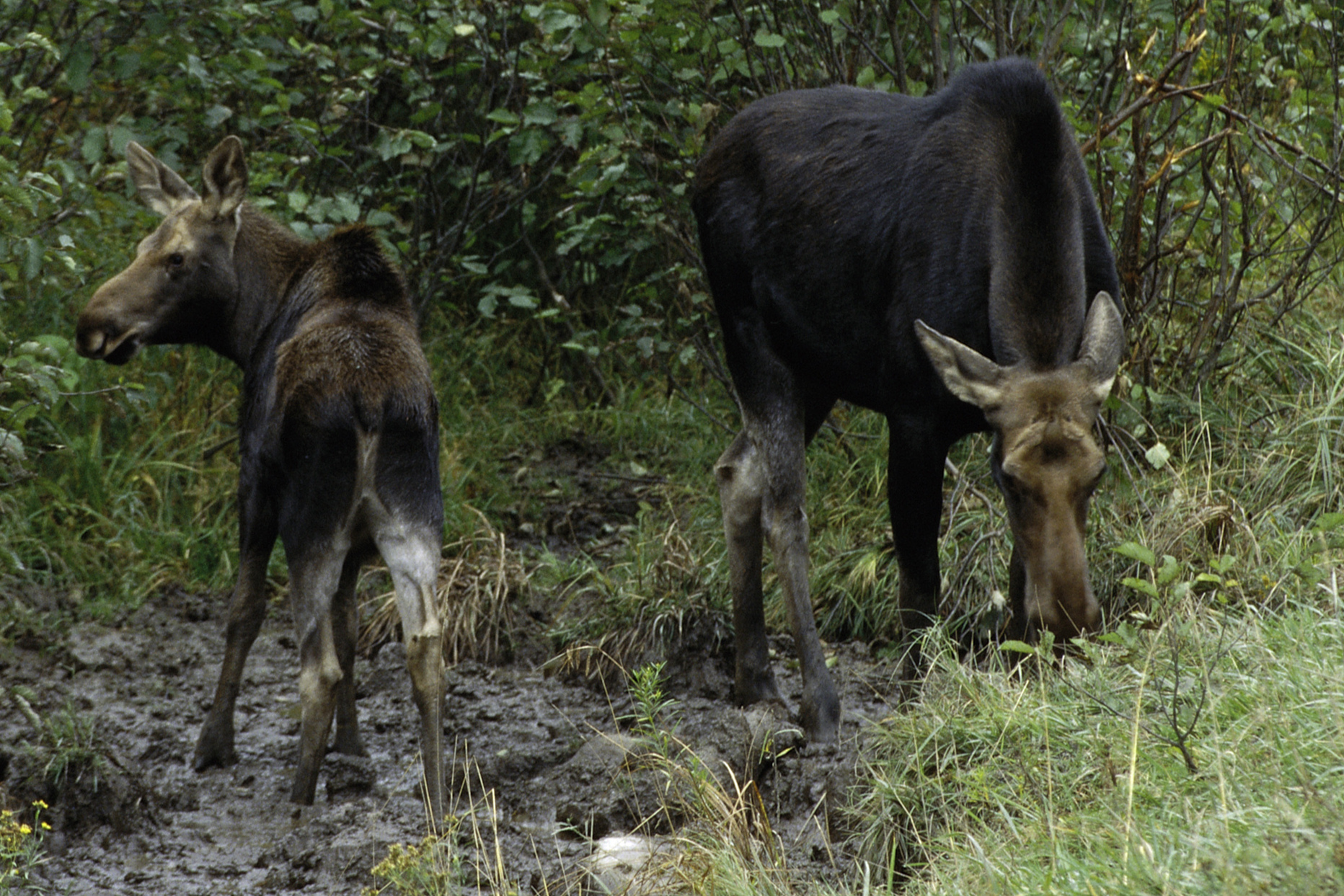
Elchkuh mit Jungtier

Der Elch ist in seinen Lebensraumansprüchen anpassungsfähig, bevorzugt aber unebenes, schwergängiges Waldgelände. Flache, unbewaldete und hindernislose Steppe, Tundra oder Prärie wird von ihm selten genutzt. Er ist relativ ortstreu und hält sich in der Regel in einem Gebiet auf, das ihm vertraut ist. Beides ist auf das Fluchtverhalten der Elche zurückzuführen. Elche fliehen vor ihren Fressfeinden wie Wölfen oder Bären, da sie mit ihren langen Beinen Hindernisse im Trott überwinden können, die von ihren Verfolgern mit größerem Körpereinsatz übersprungen werden müssen. Dieses Verhalten setzt jedoch auch voraus, dass der Elch sich in einem Gebiet aufhält, das ihm vertraut ist. Elche nutzen ganzjährig ein Territorium von bis zu 1500 Hektar. Sie halten sich saisonal jedoch in einem deutlich kleineren Gebiet auf. Nach nordamerikanischen Untersuchungen betragen diese saisonalen Territorien zwischen 200 und 400 Hektar.
Elche meiden Regionen mit hohen Schneelagen. In Regionen, in denen viel Schnee fällt, halten sie sich meist an Stellen mit einem Bestand an Nadelbäumen und immergrünen Sträuchern auf, die verhindern, dass sich am Boden hoher Schnee bilden kann.

## Nahrung und Nahrungserwerb

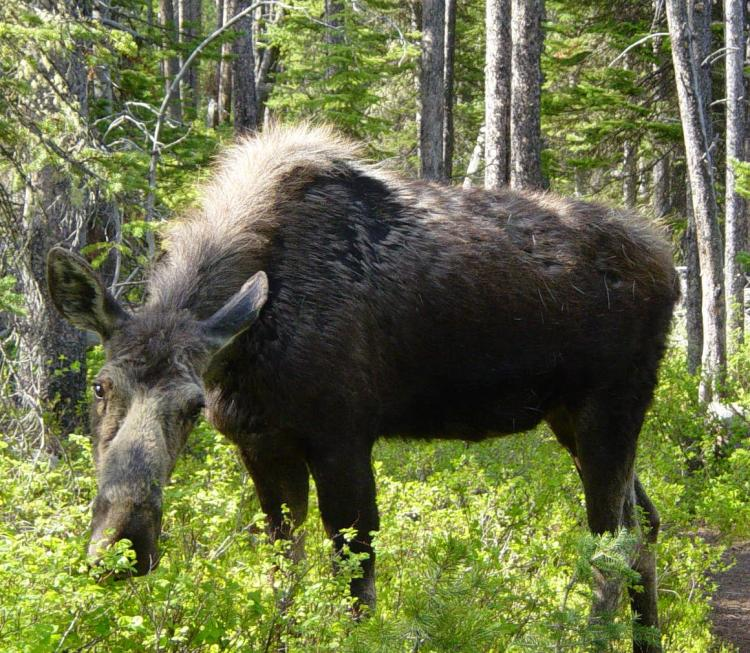
Elchkuh beim Fressen

Elche sind Selektierer und fressen überwiegend sehr energiereiche Nahrung, wie junge Baumtriebe und Wasserpflanzen, da frisches Laub wesentlich protein- und mineralreicher als Gras ist. Sie bevorzugen dabei Pappeln, Birken und Weiden. Wasserpflanzen werden möglicherweise auch wegen ihres hohen Natriumgehalts von Elchen gerne gefressen. Elche sind die einzigen Hirsche, die auch unter Wasser äsen können. Im Herbst und Winter fressen sie auch Blaubeerreisig, Besenheide und junge Kieferntriebe. Ähnlich wie bei anderen Selektierern ist der Pansen verhältnismäßig klein, da die energiereiche Nahrung schnell verdaut wird.
Elche halten sich normalerweise an den Stellen auf, die ihnen ein großes Angebot an Nahrung bieten. Sie ziehen erst weiter, wenn dieses Nahrungsangebot erschöpft ist. Anders als Rentiere sind sie während ihrer Nahrungssuche einzelgängerisch und durchstreifen dabei ein wesentlich kleineres Gebiet. Die aufgenommene Nahrungsmenge schwankt jahreszeitlich. Im Sommer und Herbst fressen sie sich einen Fettvorrat an, mit dem sie die während des Winters geringere Nahrungsaufnahme kompensieren. In den Wintermonaten verlieren sie etwa zwölf bis 20 Prozent ihres Herbstgewichtes. Bullen, die während der Brunft gleichfalls erheblich an Gewicht verlieren, sind einem größeren Risiko als Elchkühe ausgesetzt, in den Wintermonaten zu verhungern.

## Lebensweise
Elche sind tagaktive Einzelgänger. Im Winter finden sie sich manchmal zu losen Gemeinschaften zusammen. Temperaturen von minus 50 °C sind für sie kein Problem. Bei Temperaturen von plus 10 °C bis minus 20 °C fühlen sie sich am wohlsten; wird es zu warm, leiden sie an Hitzestress. Dabei sind die Bullen durch ihre Körpergröße anfälliger als die Kühe und Kälber. Wird es den Tieren zu warm, ziehen sie in die kühleren Gebirge, steiles Gelände versuchen sie zu vermeiden.

## Brunft
Das Elchgeweih ist im Herbst, zum Beginn der Brunft, ausgewachsen. Dann streifen die Bullen die Basthaut des Geweihs an Bäumen und Sträuchern ab. Mit gefegtem Geweih stellen die Bullen in Übungskämpfen eine Rangordnung fest. Diese Kämpfe werden noch nicht mit aller Kraft geführt. Wenn der Platzhalter Mitte September die Kühe gegen seine Rivalen verteidigt, werden aus Drohgebärden und leichtem Drücken und Schieben wütende Zweikämpfe. Doch selbst in dieser Phase versuchen die Bullen Kraft zu sparen und ihre Gegner einzuschüchtern, indem sie mit ihrem Geweih Sträucher und Büsche bearbeiten. Während der Brunft nehmen die Bullen kaum Nahrung auf und verlieren stark an Gewicht.

## Fortpflanzung

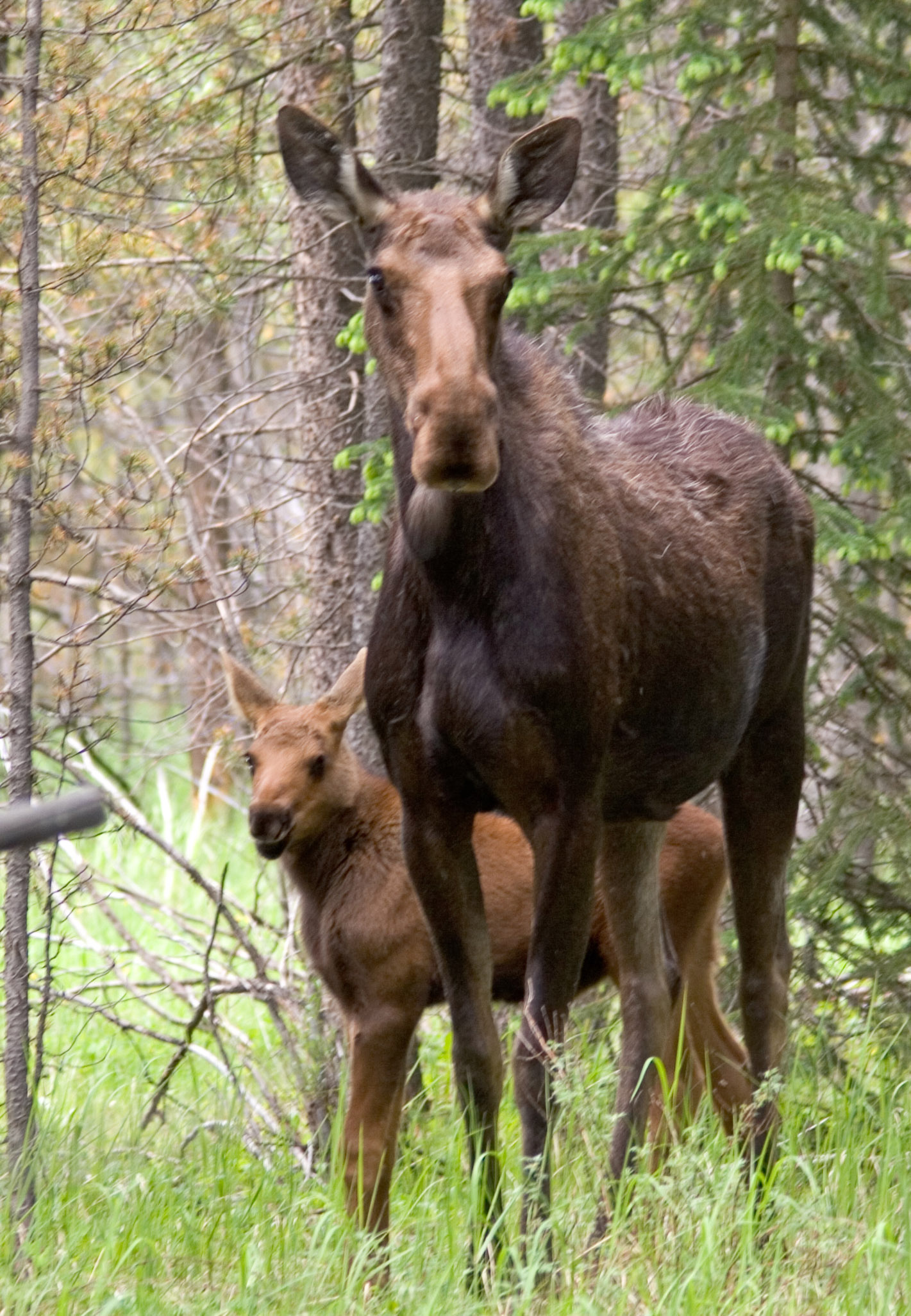
Elchkuh mit Kalb

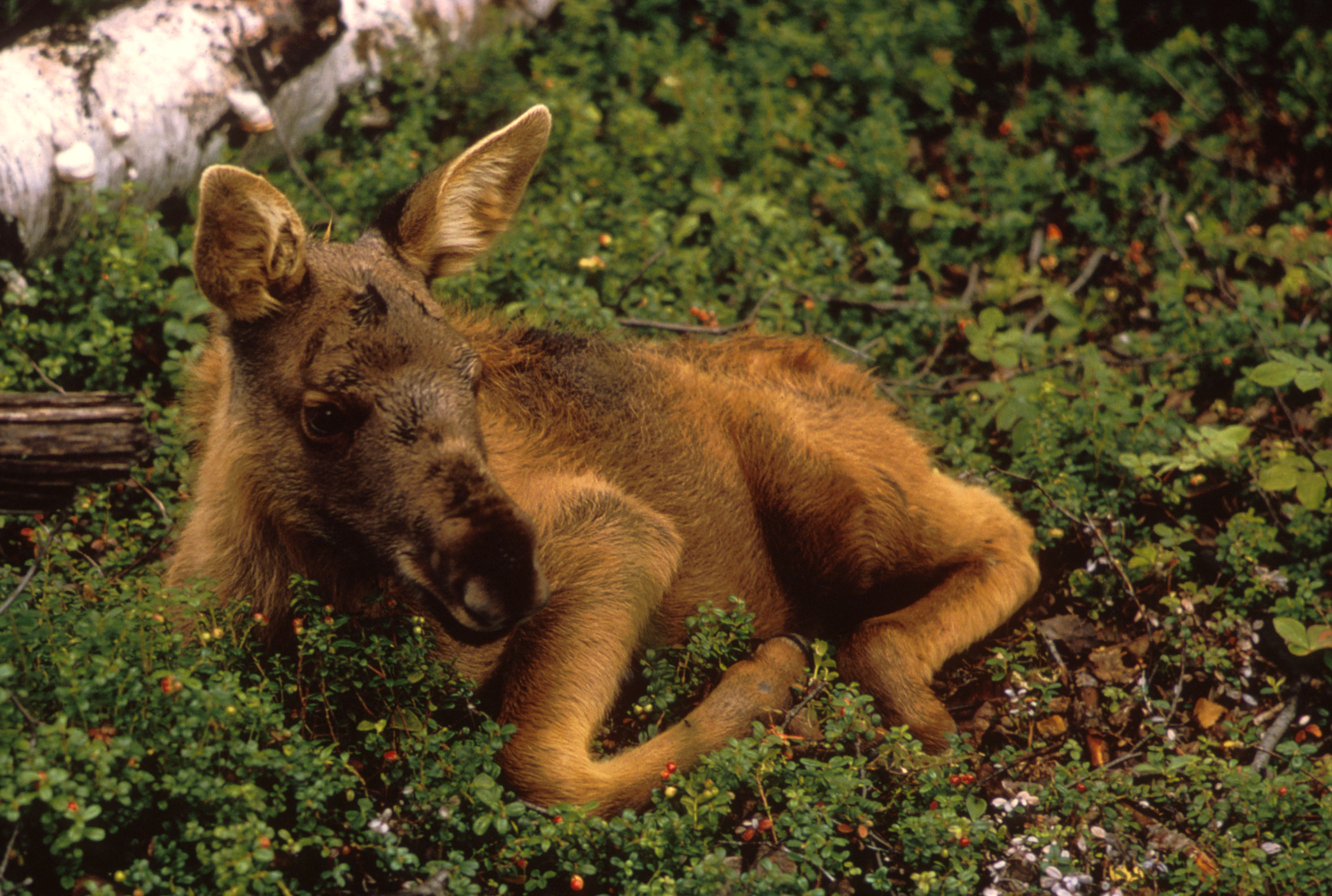
Elchkälbern fehlt die Fleckung, wie sie bei vielen anderen Hirscharten vorkommt

An den Brunftplätzen finden sich oft weibliche Rudel von bis zu 15 Tieren ein. Elchkühe sind in der Paarungszeit alle 28 Tage für nur 30 Stunden empfängnisbereit. Die Kuh zeigt sich dem Bullen zuerst desinteressiert bis ablehnend. Je näher jedoch der Zeitpunkt ihrer Empfängnisbereitschaft kommt, desto eher reagiert sie auf seine Annäherungsversuche. Die Paarung dauert nur zwei bis drei Sekunden. Sie erfolgt mehrmals am Tage, meistens in den frühen Morgenstunden oder spät am Abend. Da Elche meistens solitär leben, verlassen die Weibchen die Bullen nach der Paarung wieder. Sind alle Weibchen gedeckt, verlassen auch die Bullen den Brunftplatz.
Viele Elchkälber sterben durch eine Infektion mit einem auch bei Rindern vorkommenden Betacoronavirus. Die Erkrankung ist für sie tödlich. Eine Behandlung
der Erkrankung ist nicht möglich. Einzige Hilfe verspricht eine Impfung der Kühe im letzten Drittel der Trächtigkeit.
Die Tragzeit dauert 226 bis 264 Tage (etwa acht Monate). Meistens wird ein einziges Tier geboren, aber auch Zwillinge sind keine Seltenheit. Wenige Tage vor der Geburt vertreibt die Elchkuh das letztjährige Kalb. Für die Geburt sucht sich die Elchkuh eine einsame, geschützte Stelle im Wald. Nach der Geburt gelten Elchkühe als sehr gefährlich. Menschen, die ihnen zu nahe kommen, attackieren sie mit ihren Hufen. Dabei kam es schon zu tödlichen Unfällen. Bereits wenige Minuten nach der Geburt versucht das Kalb aufzustehen; nach etwa 20 Minuten folgt es der Mutter. Das Kalb ist kurz nach der Geburt etwa 80 Zentimeter groß und wiegt 10 bis 15 Kilogramm. Zwillinge sind meistens etwas kleiner und leichter. Die Mutter säugt das Kalb an ihren vier Zitzen bis zu achtmal am Tag. Das Jungtier trinkt in den ersten Tagen täglich bis zu 1,5 Liter Milch, mit zunehmender Größe bis zu 3 Liter.
Das Fell der Jungtiere ist sehr weich, dicht und meist von gleichmäßiger rötlicher bis brauner Farbe. Der erste Fellwechsel findet schon nach drei Monaten statt. Das Kalb bleibt mindestens ein Jahr bei seiner Mutter und wird vertrieben, sobald eine neue Geburt ansteht. Junge Elche werden bereits nach 16 bis 17 Monaten geschlechtsreif, in diesem Alter können sie sich jedoch noch nicht gegen die Altbullen durchsetzen. Zwischen dem sechsten und elften Lebensjahr haben Elchkühe ihre größte Fruchtbarkeit. Die maximale Lebensdauer liegt bei 27 Jahren, in Freiheit dürften aber selten 15 Jahre überschritten werden.

## Natürliche Feinde
Elchkälber sind in ihren ersten Lebensmonaten zu klein, um ihren Müttern in deren Geschwindigkeit über Hindernisse zu folgen. Die enge Bindung zwischen Kalb und Mutter führt dazu, dass Elchkühe diese sehr entschieden verteidigen. Kälber erreichen in der Regel vor ihrem ersten Winter eine Körpergröße, die es ihnen möglich macht, ihren Müttern zu folgen. Sie sind jedoch noch zu schwach, um sich erfolgreich zu verteidigen. Selbst verteidigen können sie sich mit sechzehn bis achtzehn Monaten, Alaska-Elche wiegen dann etwa 280 Kilogramm.
Natürliche Feinde des Elches sind Braunbären und Wölfe (in Europa, Asien und Nordamerika) sowie Schwarzbären und Pumas (nur in Nordamerika). Doch auch Luchse und Vielfraße können sehr junge Kälber schlagen. Ausgewachsene und gesunde Elche müssen auf Grund ihrer Körpergröße kaum eine andere Tierart fürchten. Ihr Trott ist außerdem sehr schnell. Bei Elchen in Schweden ist schon eine Geschwindigkeit von 60 Kilometern pro Stunde gemessen worden.
Zu den Fressfeinden zählen in erster Linie Braunbären und Schwarzbären. Während Schwarzbären eher kleinere Elche jagen, halten sich die größeren Braunbären, wie der Grizzlybär, an die großen Elche. Sie können sogar erwachsene Elchbullen überwältigen. Die Bären packen ihre Opfer mit den Fangzähnen an der Kehle und drücken ihnen die Luft ab.

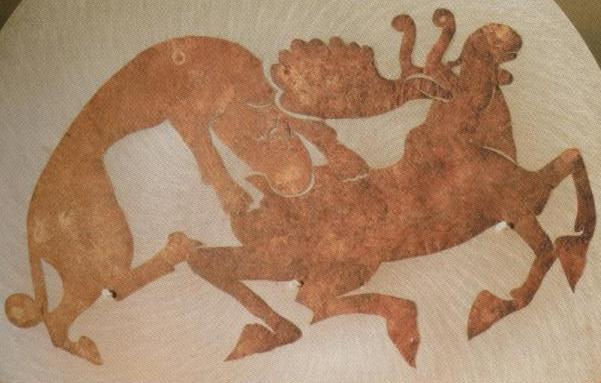
Historische Darstellung eines Elchs, der von einem Tiger gerissen wird

In Ostasien zählt der Elch zu den Beutetieren des Sibirischen Tigers. Sibirische Tiger sind die größten ihrer Art; für diese Beutegreifer sind selbst die ausgewachsenen Elchbullen kein Problem. Anders als Bären töten Tiger ihre Beute mit einem Nackenbiss und brechen ihr dabei mit ihren starken Kiefern das Genick.
Wölfe reißen häufig Elchkälber und Jährlinge. Erwachsene Elche greifen sie nur an, wenn diese alt, krank oder verletzt sind. Von sehr großen Wolfsrudeln werden jedoch auch erwachsene, gesunde Bullen überwältigt. Besonders in tiefem Schnee oder auf dünnem Eis sind die Wölfe dem Elch deutlich überlegen.
Elche werden häufig von Parasiten wie Zecken, Milben oder Leberegeln befallen. Diese können Krankheiten übertragen, die die Tiere schwächen oder sogar ihren Tod verursachen.

## Systematik
Innerhalb der Paarhufer gehört der Elch zur Familie der Hirsche, die besonders artenreich in der Neuen Welt vertreten ist. Innerhalb dieser Familie zählt der Elch zu den sogenannten Trughirschen. Diese Unterfamilie ist unter anderem dadurch charakterisiert, dass an den Vorderbeinen von den stark reduzierten Mittelknochen der 2. und 5. Finger nur die distalen Abschnitte als dünne, stäbchenförmige Knöchelchen erhalten geblieben sind. Der Elch zählt wie das Rentier zu den Hirscharten, die sowohl in der Neuen als auch der Alten Welt vertreten sind.

### Stammesgeschichte

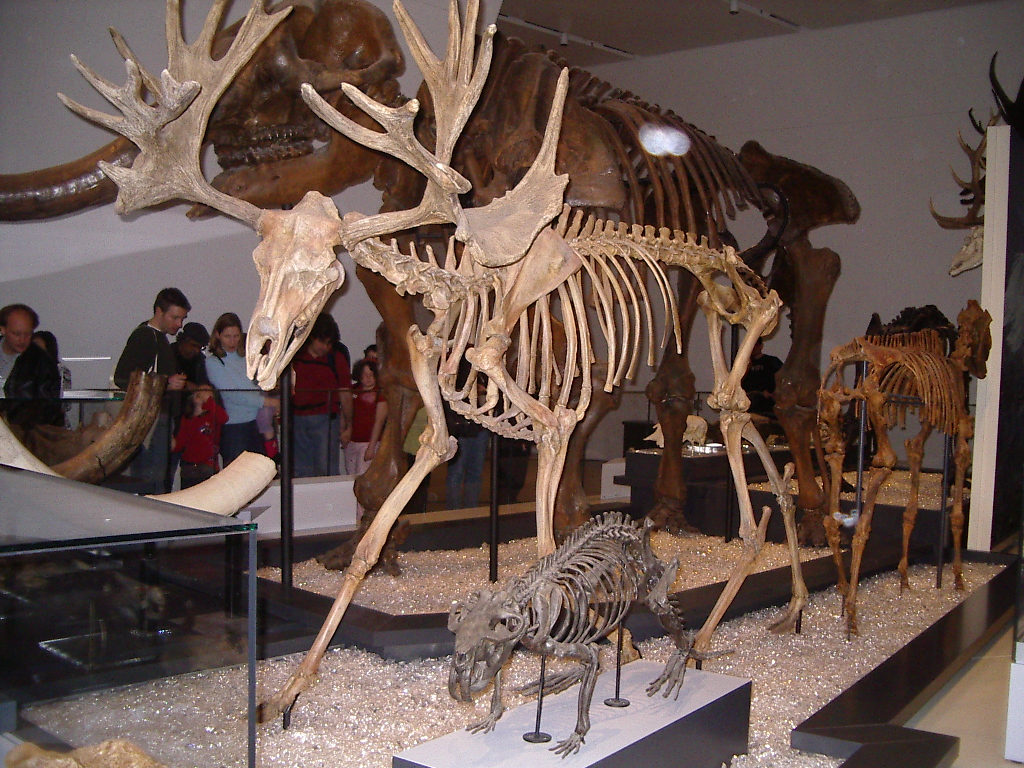
Cervalces war ein nordamerikanischer Verwandter des Elchs aus dem Pleistozän

In Europa traten die ersten Hirsche vor 25 bis 30 Millionen Jahren auf. Diese ursprünglichen Arten trugen allerdings noch kein Geweih. Erst aus dem Jungtertiär gibt es Funde von Hirschen mit Geweih, aber noch mit Eckzähnen. Die Eckzähne bildeten sich im Laufe der Evolution zurück, während sich die Geweihe immer stärker ausbildeten. Elche der Gattung Alces sind seit dem Pleistozän bekannt. Die ausgestorbene nordamerikanische Gattung Cervalces und der ausgestorbene Breitstirnelch (Alces latifrons) des Pleistozäns mit einem über zwei Meter breiten Geweih, gelten als enge Verwandte.
Der heutige Elch ist eine relativ junge Art, wahrscheinlich nicht älter als 60.000 Jahre, als sein Ursprungsgebiet wird Zentralasien angenommen. Die Vorfahren der amerikanischen Elche sind am Ende des Pleistozäns über die in der letzten Eiszeit trocken liegende Beringbrücke nach Alaska gezogen. Dies war möglich, als sich die Borealen Wälder, die Lebensräume des Elchs am Ende des Pleistozäns vor rund 12.000 Jahren nach Norden schoben und die Mammutsteppen verdrängten. So lange die Beringbrücke trocken lag, konnte der Elch über diese Landbrücke nach Nordamerika gelangen, wo bis zu seiner Ankunft noch die ähnliche Gattung Cervalces verbreitet war. Diese verschwand bald darauf. Als es wärmer wurde und der Meeresspiegel wieder stieg, wurde die Verbindung nach Eurasien unterbrochen und die Population der amerikanischen Elche von der eurasischen isoliert.

### Unterarten

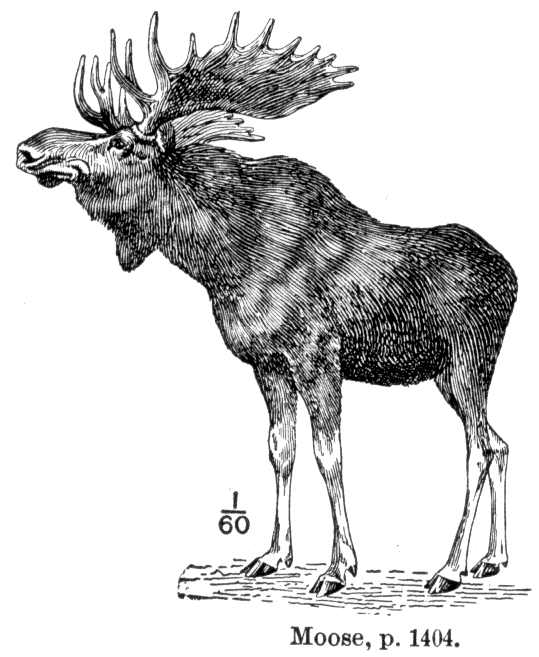
Der ausgestorbene Kaukasus-Elch (Alces alces caucasicus). Darstellung aus der französischen Encyclopédie

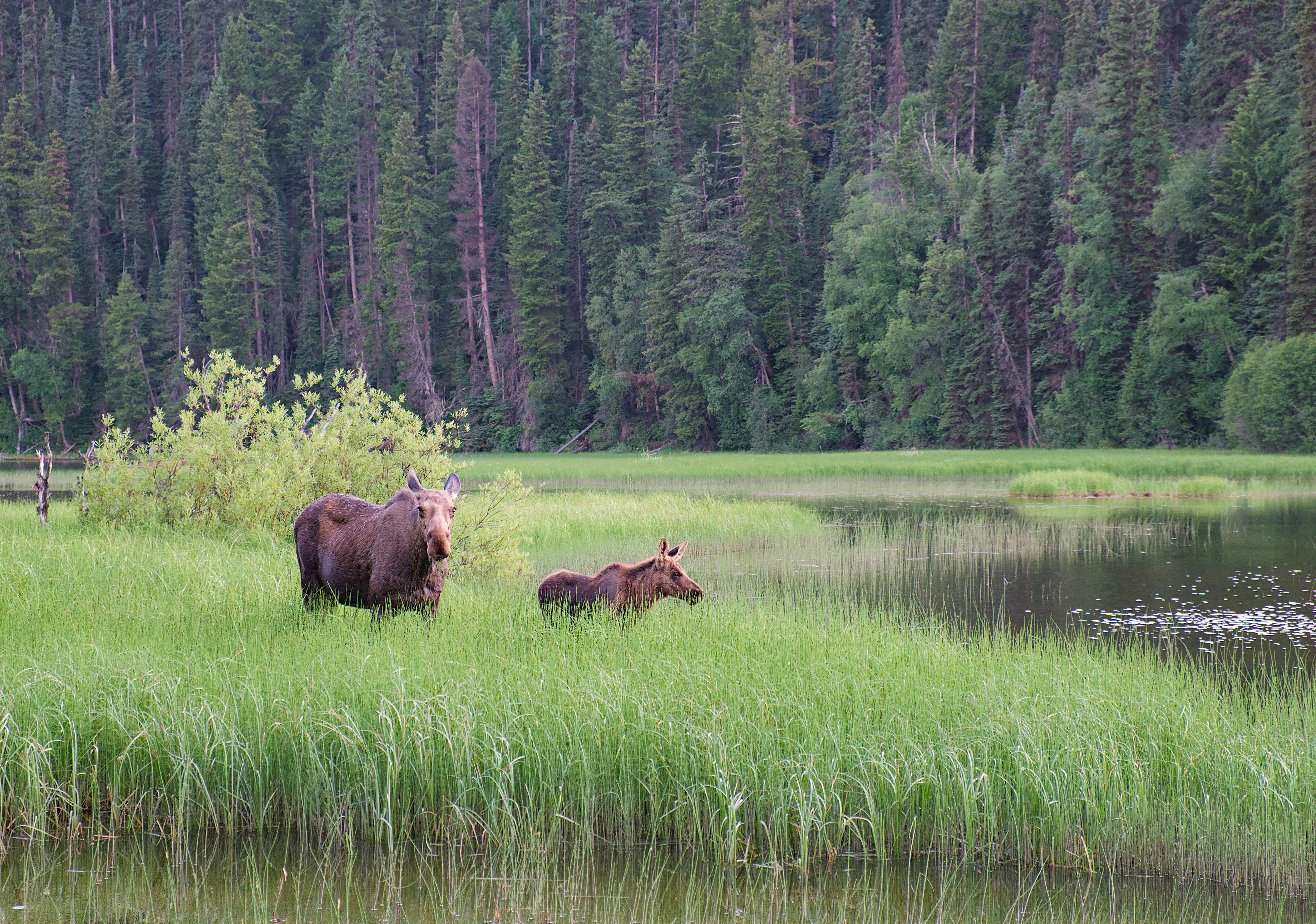
Alces alces andersoni: Westkanadische Elchkuh mit Kalb im Bowron Lake Provincial Park, British Columbia

Unterschieden werden die folgenden Unterarten:
- Europäischer Elch (Alces alces alces), Skandinavien, Polen, baltische Staaten, Nordrussland westlich des Ural
- Jakutischer Elch (Alces alces pfizenmayeri), westliches Sibirien
- Kamtschatka-Elch (Alces alces buturlini), östliches Sibirien
- Amur-Elch (Alces alces cameloides), Amur-Region, Mongolei, Mandschurei
- Yellowstone-Elch (Alces alces shirasi), nordwestliche Vereinigte Staaten, südliches Alberta
- Ostkanadischer Elch (Alces alces americanus), östliches Kanada und Maine
- Westkanadischer Elch (Alces alces andersoni), westliches Kanada und Minnesota
- Alaska-Elch (Alces alces gigas), Alaska, Yukon

Eine weitere Unterart, der Kaukasus-Elch (Alces alces caucasicus), ist im frühen 19. Jahrhundert ausgerottet worden.
Wie bei den meisten Tierarten gibt es über die genaue Zahl der Unterarten keine Einigkeit unter Zoologen. So gibt es beispielsweise Auffassungen, nach denen alle nordamerikanischen Elche in Wirklichkeit zu einer einzigen Unterart zusammengefasst werden müssten.
Einige Systematiken teilen die Elche überhaupt nur in zwei Arten auf, den Eurasischen Elch (Alces alces) und den Amerikanischen Elch (Alces americanus).

## Menschen und Elche

### Beschreibung durch die Römer
Dass Elche seit der Steinzeit von Menschen gejagt werden, schließt man aus entsprechenden Darstellungen in Höhlenzeichnungen. Die früheste Darstellung eines Elches findet sich im etwa 14.000 Jahre alten Bernsteinelch von Weitsche, die früheste Beschreibung im sechsten Buch von Caesars De bello Gallico in einem Exkurs über den Herkynischen Wald in Germanien. Caesar stützt sich in seinen Angaben auf heute verlorene Darstellungen griechischer Ethnographen wie Eratosthenes. Er beschreibt die Elche als Tiere ohne Kniegelenke, die sich zum Schlafen gewöhnlich an Bäume anlehnen. Die Germanen würden diese Schwäche zur Jagd auf Elche nutzen, indem sie Bäume ansägten, so dass diese umfielen, sobald sich ein Elch daran lehnt. Dabei würde der Elch ebenfalls umfallen und könne dann in Ermangelung eines Kniegelenkes nicht wieder aufstehen.
Plinius der Ältere beschrieb in seiner Naturalis historia den Elch in gleicher Weise und bereicherte die Darstellungen um weitere Falschbehauptungen: Wegen seiner großen Oberlippe könne der Elch nur rückwärts gehend grasen.

### Symbolik

Trakehner-Brandzeichen

Darstellungen von Elchen, Elchköpfen oder Elchschaufeln galten und gelten seit langer Zeit als volkstümliche Symbole für Ostpreußen, meist in den Preußenfarben schwarz und weiß gehalten. Seit 1957 ist die schwarze Elchschaufel im weißen Feld ein eingetragenes Warenzeichen des Vertriebenenverbandes Landsmannschaft Ostpreußen. Das Brandzeichen des ostpreußischen Gestüts Trakehnen zeigt zwei Elchschaufeln.

### Wiederansiedlung

#### Auswilderungsversuche ab dem Ende des 20. Jahrhunderts
Durch Bejagung wurde der noch im Mittelalter in Deutschland weit verbreitete Elch hier ganz ausgerottet. Nur gelegentlich wandern Elche aus Polen nach Deutschland ein. Auch dort waren sie zwischenzeitlich fast ausgestorben, nur im Nationalpark Białowieża hatten sie überlebt. Inzwischen umfasst der landesweite Bestand in Polen wieder 4000 Tiere. Eine kontrollierte Wiedereinführung in Deutschland ist wegen erwarteter Konflikte mit der Forst- und Landwirtschaft nicht geplant. Ein Auswilderungsprojekt im Biosphärenreservat Oberlausitzer Heide- und Teichlandschaft prüft die Auswirkungen und Anforderungen; die Elche sollen helfen, die Heide vor dem Zuwachsen zu bewahren. Eine dauerhafte Wiederansiedlung soll dies jedoch nicht sein. Im Jahr 2007 wurden in Südbrandenburg neun Elche, darunter zwei Kühe, in freier Wildbahn beobachtet.
Das Bayerische Staatsministerium für Ernährung, Landwirtschaft und Forsten hat am 10. Oktober 2007 gemeinsam mit dem Obersten Jagdbeirat ein 14-seitiges Informationsmaterial zum Umgang mit Elchen herausgegeben. Den Auftrag dazu erteilte der Bayerische Landtag. Anlass war die zunehmende Einwanderung von Elchen aus Tschechien nach Bayern. In Österreich dürfte es sich nur um ziehendes Wild handeln, eine echte Wiederansiedlung wird aufgrund des eingeschränkten Lebensraums als unwahrscheinlich eingeschätzt, selbst die beiden benachbarten südböhmischen Elchpopulationen sind als „nicht gesichert“ anzusehen.

#### Straßenverkehr
Mit ihrem dunklen Fell sind Elche im langen, dunklen nördlichen Winter sehr gut getarnt. Das wird Autofahrern und Elchen heute zum Verhängnis – so sterben in Alaska jährlich etwa 500 bis 1000 Elche im Straßenverkehr, in Finnland sind es jährlich ca. 3500 und in Schweden 4000 bis zu 5000 Tiere. Die meisten Unfälle geschehen im Frühjahr, wenn die unerfahrenen Jährlingskälber ihre Mütter verlassen; auch in der Brunftzeit werden viele Bullen von Autos erfasst. In Schweden versucht man, die Unfallgefahr mit Wildzäunen und Straßenunterführungen zu vermindern.
Gelegentlich kommt es auch in Deutschland zu Unfällen mit freilebenden Elchen. Die Fallzahlen steigen an, seit Polen im Jahr 2001 die Jagd auf Elche verboten hat. Die Population verdoppelte sich binnen zehn Jahren und die Tiere eroberten den westlichen Teil Polens, die Slowakei und Tschechien. Vermehrt überqueren sie die Grenzen zu Deutschland. In den deutschen Ländern ist der Straßenverkehr in Brandenburg, Sachsen und Bayern am stärksten betroffen. Die Tierart nutzt zwar vorhandene Grünbrücken, ist aber auch dafür bekannt, nicht vor Autos auszuweichen, wenn es zu einer Begegnung kommt. Das Ausweichen vor einem plötzlich auftauchenden Hindernis auf der Straße wird daher scherzhaft als „Elchtest“ bezeichnet.

#### Jagd

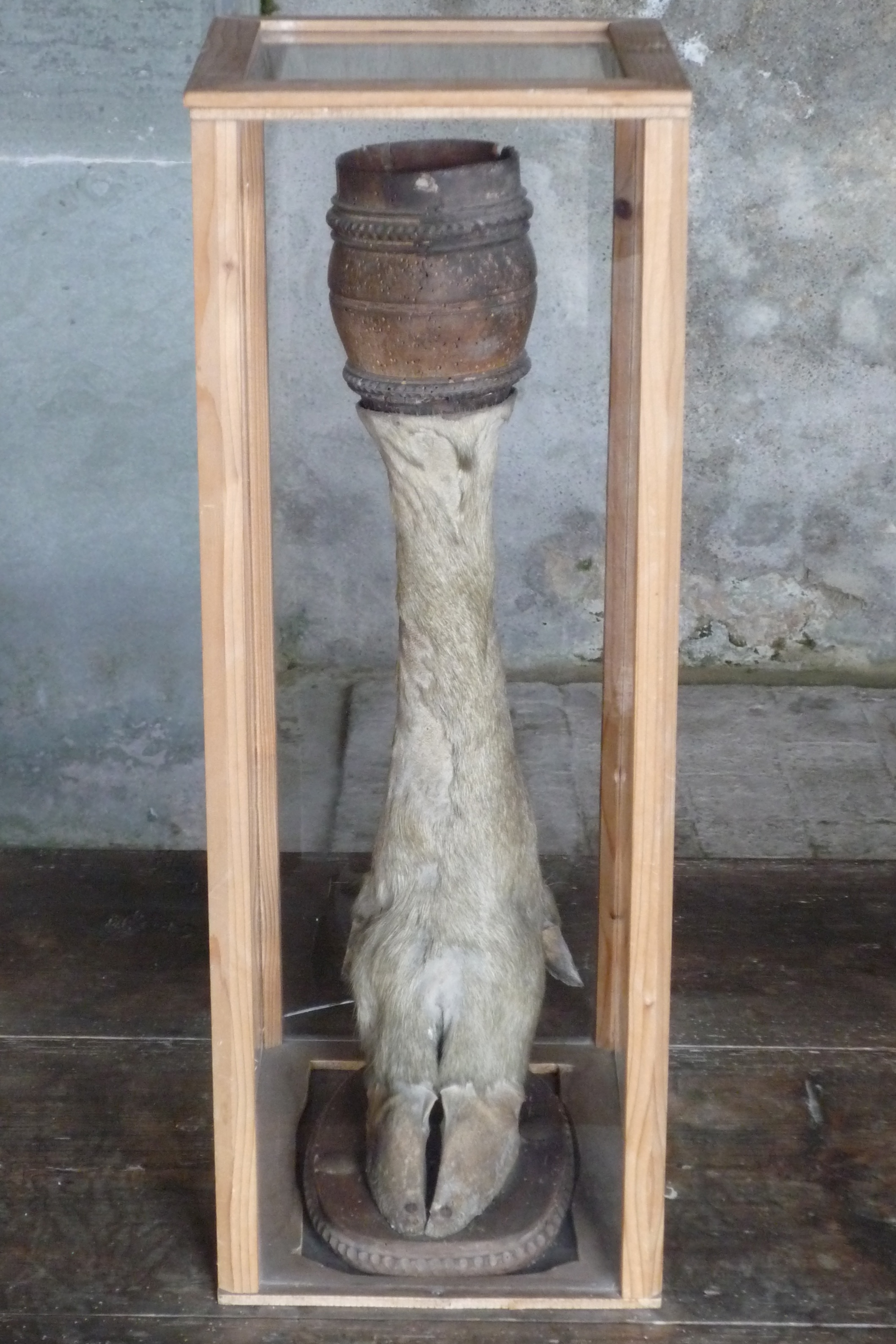
Trinkgefäß aus einem Elchfuß in der Burg Meersburg

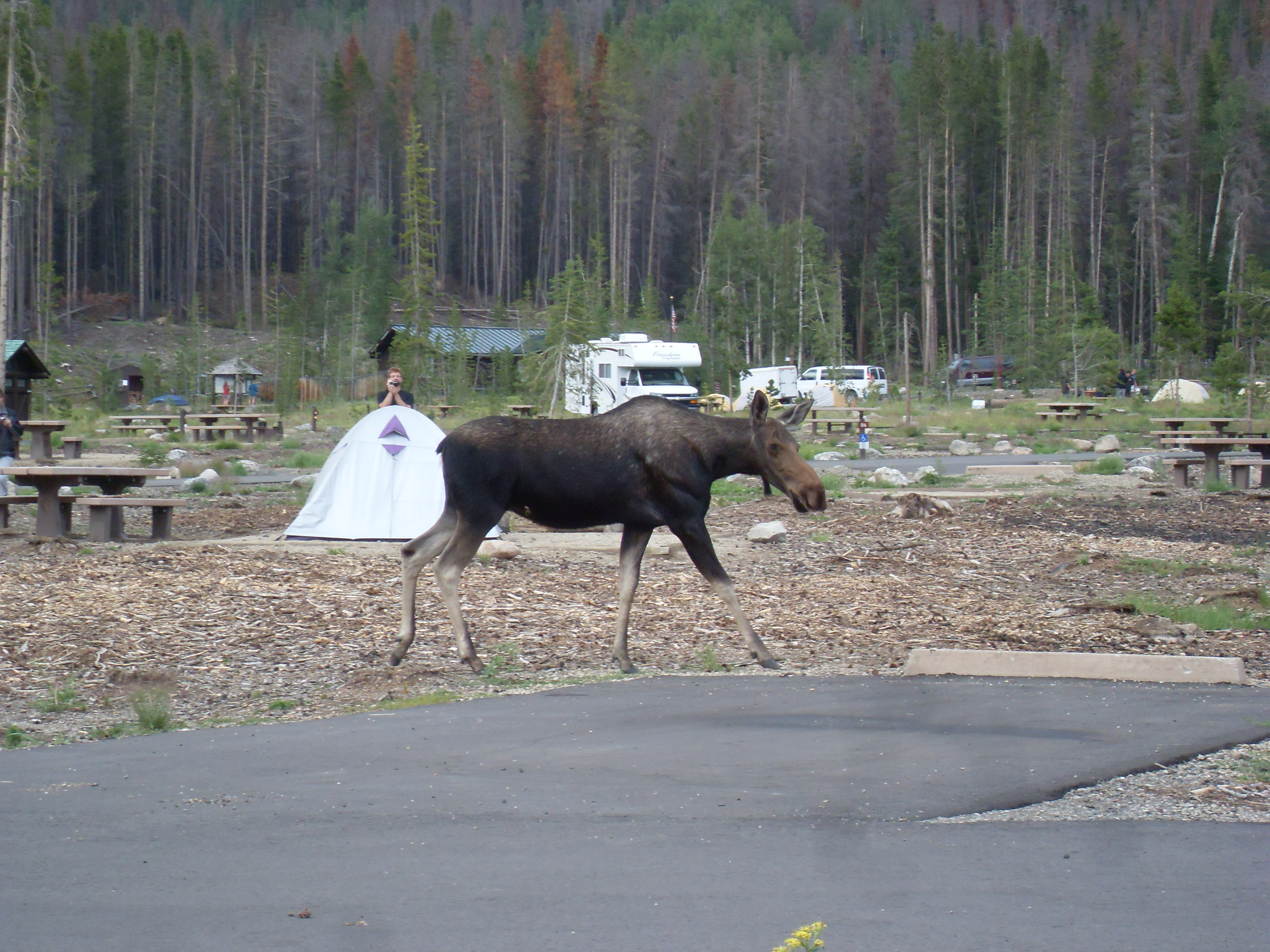
An Menschen gewöhnte Elchkuh auf einem Campingplatz im Rocky-Mountain-Nationalpark

Die Jagd auf den Elch hat in vielen Regionen eine lange Tradition. Vor der Verwendung von Gewehren war die Jagd keineswegs ungefährlich. Wladimir Heptner und Andrej Nasimowitsch berichten in ihrer Elchmonographie, dass in einigen sibirischen Regionen vor der Einführung von Schusswaffen die Jagd auf den Elch als gefährlicher als die Bärenjagd galt. Sie führen dies darauf zurück, dass die traditionelle Jagdzeit in die Brunftzeit fiel, während die erregten Elche eher als sonst auch Menschen angriffen. Während sich ein Jäger gegenüber einem Bärenangriff im Notfall noch mit dem Dolch wehren kann, ist diese Waffe gegenüber einem Elch, der mit Hufschlägen angreift, wirkungslos. Es sind mehrere Todesfälle bekannt, da die Hufschläge mit großer Schnelligkeit und Wucht ausgeführt werden und die Hufe sehr scharfe Vorderkanten haben.
Nach Zählungen des Ministeriums für Jagd und Landwirtschaft leben in Alaska derzeit etwa 160.000 Elche. Jährlich werden etwa 8000 bis 11.000 Elche erlegt. In Europa werden Elche in den baltischen Staaten, im europäischen Teil Russlands, in Polen (angeblich seit 2001 verboten, s. oberen Abschnitt) und vor allem in Skandinavien gejagt. Da den Elchen in Schweden die natürlichen Fressfeinde wie Wolf und Bär zum großen Teil fehlen, richten die 300.000 Tiere schwere Schäden im Wald an. Deshalb werden allein in Schweden jedes Jahr bis zu 90.000 Tiere geschossen.
In Österreich und Deutschland ist der Elch prinzipiell jagdbar, aber ganzjährig geschont.

### Domestikation

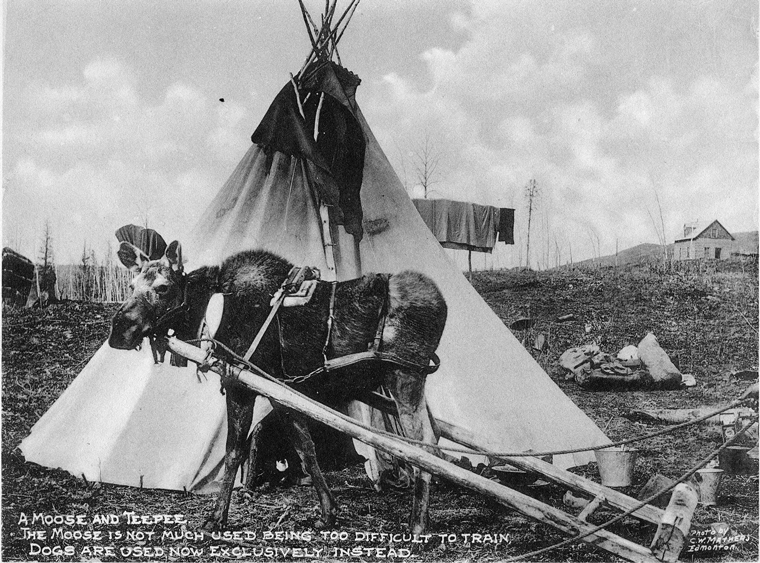
Elch als (ungewöhnliches) Zugtier einer Indianerfamilie in der borealen Zone Kanadas

Der Elch zählt nicht zu den Tierarten, die vom Menschen domestiziert wurden. Handaufgezogene Elche werden allerdings sehr zahm. Es gibt vereinzelte Berichte oder fotografische Dokumentationen von Elchen als Reit- oder Zugtiere. Der Zoologe Valerius Geist vergleicht solche Elche in ihrem Verhalten eher mit Hunden als mit anderen Hirscharten. Elche haben jedoch sehr spezifische Ernährungsanforderungen und fallen verschiedenen Wildtierkrankheiten zum Opfer. Aus diesem Grund ist die Domestikation (weitgehend) unterblieben.

## Elche und Weißwedelhirsche
Weißwedelhirsche (Odocoileus virginianus) übertragen über ihren Kot einen Parasiten, der für Elche tödlich ist. Die Weißwedelhirsche selbst werden vom Parasiten nur merklich beeinträchtigt, wenn sie alt, erkrankt oder anderweitig geschwächt sind. Dies ist für den Elch so lange unbedenklich, wie sich sein Lebensraum nicht oder nur wenig mit dem vieler Weißwedelhirsche überschneidet. Weißwedelhirsche leben meist südlich des Verbreitungsgebietes der Elche und bevorzugen junge Wälder mit viel Unterholz als nährstoffreiche Nahrung. Der Hirsch braucht vor allem im kalten Winter viele energiereiche Jungpflanzen, um seinen Energiebedarf zu decken. Elche sind besser an die Kälte und die Verwertung energiearmer Nahrung angepasst und leben weiter nördlich in älteren Wäldern mit wenig Unterholz.
Durch die großflächige Abholzung in Ontario in den 1930er- und 1940er-Jahren und die anschließende Aufforstung in der Nachkriegszeit wurde der dortige Waldbestand stark verjüngt. Zusammen mit vielen milden Wintern bis in die 1960er hinein führte dies bei den Weißwedelhirschen zu einer starken Bestandsvergrößerung. Durch die oben erwähnte Parasitenübertragung erkrankten und starben sehr viele Elche und wurden in diesen Gebieten selten. In den Schutzgebieten wurde kein Holz mehr geschlagen, und der Waldbestand wurde wieder älter. Zusammen mit dem kälteren Wetter in den letzten 30 Jahren hat dies die Hirschbestände stark dezimiert; der Bestand an Elchen nahm im gleichen Zeitraum stark zu.

## Geschichte
Historisch wurden unter anderem die Namen Elend, Elentier, Elenhirsch, Elen und Elk verwendet. In der Heilkunde bzw. in der Volksmedizin wurden Elendsklauen zum Beispiel gegen Epilepsie, Gicht oder Kopfschmerz verwendet. Der Huf des Elchs wurde zur Abwehr des Bösen Blicks getragen.